# Aurélien Joachim
 (novembre 2013).
Si vous disposez d'ouvrages ou d'articles de référence ou si vous connaissez des sites web de qualité traitant du thème abordé ici, merci de compléter l'article en donnant les références utiles à sa vérifiabilité et en les liant à la section « Notes et références ».
Pour les articles homonymes, voir Joachim.
2022 -  : Ethe 1er Provincial ( Province Luxembourg)
Aurélien Joachim, né le 10 août 1986 à Luxembourg, est un footballeur international luxembourgeois évoluant au Royal Excelsior Virton.

## Carrière en club

### Débuts
Aurélien Joachim commence sa carrière sous les couleurs du RE Rossignol avec lequel il joue deux saisons, avant de rejoindre le FC Lorrain Arlon à nouveau pendant deux ans. Ensuite, il rejoint le RE Virton en nationaux des moins de 16 ans. La saison suivante, il rejoint le RE Mouscron, mais il n'y reste que trois mois. Il termine donc la saison 2003-2004 avec les moins de 18 ans virtonais. En août 2004 il intègre le noyau A. Il jouera 11 matches comme titulaire. En janvier 2005, il se blesse durant 2 mois et ne rejouera que les 2 derniers match de la saison. En 2006, il poursuit son apprentissage en Allemagne, au sein de l'équipe réserve du VfL Bochum puis de l'Alemannia Aix-la-Chapelle. Sains contrat au début de la saison 2007-08, il retourne jouer en Belgique, pour le club amateur de l'ES Jamoigne (Promotion, D4). Il n'y reste que trois mois, et part lors de l'hiver.

### FC Differdange 03
En 2008, le FC Differdange 03 engage Aurélien Joachim, après quatre années d'expatriation, pour une durée de trois ans.
En 84 matches, Joachim marquera 37 buts.
À la fin de la saison 2011-12, il joue son dernier match avec le maillot de Differdange en coupe du Luxembourg face à son futur club, le F91 Dudelange.

### F91 Dudelange
Pour la saison 2011-2012, Joachim rejoint le grand rival du FC Differdange, en signant pour le F91 Dudelange. Après quelques blessures en début de saison, il se distingue en marquant 14 buts en 18 matchs. Il permet à son club de remporter un nouveau titre de champion national (son premier en tant que joueur) et gagne sa deuxième coupe du Luxembourg, tout en étant élu meilleur joueur de la saison 2011-2012.
Auréolé de son titre, Aurélien Joachim dispute la Ligue des champions avec Dudelange. Il joue le premier tour préliminaire face au club saint-marinais SP Tre Penne. Dudelange gagne les deux rencontres sur des scores de 7-0 et 4-0, et Joachim y inscrit quatre buts. Pour le deuxième tour de qualification, Joachim et ses coéquipiers jouent face aux autrichiens du Red Bull Salzbourg. Le F91 s’impose au match aller et Aurélien Joachim marque le seul but de la rencontre. Il récidive avec un doublé au match retour, dans une défaite 4-3 qui permet tout de même au club de passer au tour suivant, ce qui constitue une première pour un club luxembourgeois. Pour le troisième tour de qualification, le F91 affronte les Slovènes du NK Maribor, ceux-là mêmes qui avaient éliminé les Luxembourgeois la saison précédente. Les Slovènes s'imposent une nouvelle fois sur cette double confrontation (4-1 puis 1-0), Aurélien Joachim est l'auteur de l'unique but dudelangeois.
L’aventure en Ligue des champions se termine avec un résultat positif pour Joachim, avec 7 buts inscrits en 6 matchs. Le club est reversé en Ligue Europa.

### Willem II
Les performances de Joachim ne passent pas inaperçues, et le joueur à l'opportunité d'évoluer pour un plus grand club et de devenir professionnel. Le club de Willem II se montre très intéressé par le joueur, mais ne possède aucune marge de manœuvre financière, alors que le Président du F91 Dudelange demande une indemnité de 250 000 €. Au terme d'un bras de fer entre le club et Aurélien Joachim, un compromis est trouvé avec un prêt avec option d'achat. Il dispute son premier match de championnat face au Roda JC.

### Burton Albion
Le 5 août 2015 il rejoint Burton Albion.

### Retour en Belgique
Aurélien Joachim signe au White Star Bruxelles (D2) début 2016, et contribue au titre de champion conquis par le club de la capitale, scorant 9 fois en 10 rencontres. Mais instable financièrement, l'équipe bruxelloise se voit refuser l'accès à la D1 belge, ainsi que le statut de club professionnel, et est rétrogradé en D3. Les joueurs sont libérés de leurs contrats, et Joachim signe au Lierse, où il preste durant deux saisons. La faillite du Lierse au printemps 2018 met un terme au parcours du joueur luxembourgeois chez les Pallieters. 

## Carrière internationale
Aurélien Joachim est convoqué pour la première fois en équipe nationale en septembre 2005 par Guy Hellers lors d'un déplacement au Liechtenstein dans le cadre des éliminatoires de la Coupe du Monde 2006. Il est expulsé après 58 minutes par l'arbitre slovène Skomina. Deux mois plus tard, il participe à une rencontre amicale au Canada.
Sa carrière d'International débute réellement en mars 2006, lors d'une visite amicale de la Belgique et d'une rencontre arrêtée après 64 minutes en raison de très fortes chutes de neige. Aurélien Joachim marque son premier but pour le Luxembourg en égalisant contre la Gambie, pendant une partie amicale en février 2007. 
Au cours des qualifications pour l'Euro 2012, il égalise puis offre le but de la victoire à son coéquipier Gilles Bettmer contre l'Albanie (score 2-1).
Le 15 août 2012 il marque sur penalty face à la Géorgie, match amical de préparation avant le début des qualifications pour la Coupe du monde de 2014. Le 26 mai 2014 il marque le seul but luxembourgeois face à la Belgique (1-5), match non officiel de préparation avant le début de la Coupe du monde de 2014.

## Palmarès

### En club
- Championnat du Luxembourg :
  - Champion : 2012

- Coupe du Luxembourg :
  - Vainqueur : 2010 et 2011

### Distinctions individuelles
- Joueur du Luxembourg de l'année : 2012
- Meilleur buteur de la phase de qualification en ligue des champions en 2012 (7 buts)